# Erlenbach, Elveția
Erlenbach este un oraș în districtul Meilen, cantonul Zürich, Elveția.

## Populație
| An   | Populație |
| ---- | --------- |
| 1400 | c. 200    |
| 1764 | 682       |
| 1850 | 978       |
| 1888 | 944       |
| 1900 | 1.207     |
| 1910 | 1.510     |
| 1950 | 3.448     |
| 1970 | 4.523     |
| 1990 | 4.377     |
| 2000 | 4.609     |